# Actinopus xenus
Espèce
Actinopus xenus est une espèce d'araignées mygalomorphes de la famille des Actinopodidae.

## Distribution
Cette espèce se rencontre en Amérique du Sud.

## Description
La femelle holotype mesure 22 mm

## Publication originale
- Chamberlin, 1917 : New spiders of the family Aviculariidae. Bulletin of the Museum of Comparative Zoology, Harvard, vol. 61, p. 25-75 (texte intégral).